# Maxim Ziese

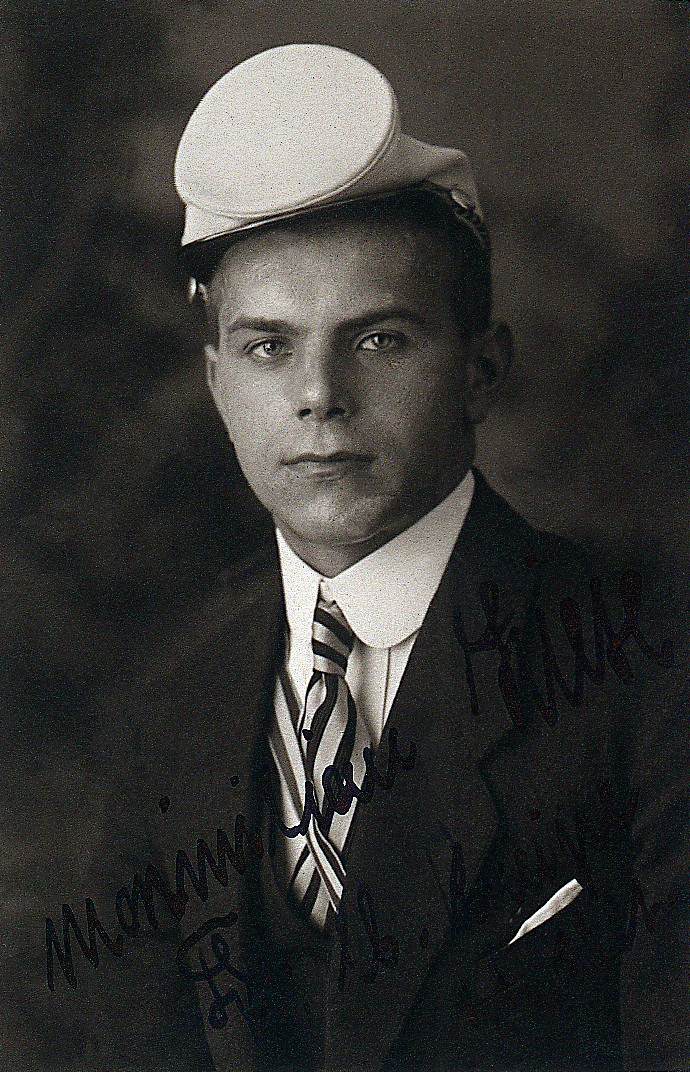
Maxim Ziese (1921)

Maximilian „Maxim“ Ziese (* 26. Juni 1901 in Griesheim; † 16. Juli 1955 in Köln) war ein deutscher Dramatiker und Schriftsteller.

## Leben
Ziese stammte väterlicherseits aus einer pommerschen Familie. Er nahm als Infanterist am Ersten Weltkrieg teil. Ab 1920 studierte Ziese Rechtswissenschaften an der Goethe-Universität in Frankfurt am Main und war dort im Corps Austria aktiv. Nach seiner Promotion 1924 arbeitete er im Bergwerk, fuhr zur See und gab in Berlin zusammen mit seinem Bruder Hermann Ziese-Beringer mehrere kriegsgeschichtliche Bücher heraus. Im Jahr 1930 erhielt er den Dramatikerpreis des Bühnenvolksbundes und 1934 den ersten Erzählpreis der Zeitschrift die neue linie. Sein Schauspiel „Der erschlagene Schatten“ wurde in der Spielzeit 1935/1936 am Berliner Staatstheater in einer Inszenierung von Gustaf Gründgens aufgeführt. 1943/44 war er als Dramaturg mit Gustaf Gründgens am Preußischen Staatstheater in Berlin tätig. Nach dem Zweiten Weltkrieg lebte er als Redakteur in Friedrichsdorf und Düsseldorf.

## Werke
- Allgemeiner Schlichtungsauftrag und Begriff der Gesamtstreitigkeit, Dissertation, Universität Gießen, 1924
- Das unsichtbare Denkmal-Zehn Jahre später an der Westfront, Frundsberg, Berlin 1928
- Generäle, Händler und Soldaten – Ein Totentanz der Tatsachen um die von gegenüber, Frundsberg, Berlin 1930
- Der Soldat von gegenüber, Frundsberg, Berlin 1930
- Der Tag J, Frundsberg, Berlin 1930
- Dr. Siebenstein, Frundsberg, Berlin 1932
- Der erschlagene Schatten, Frundsberg, Berlin 1935
- Bitte, bitte heirate mich, Carl Schüneman, Bremen 1937
- Der Film des Dr. Wharton, Buchwarte, Berlin 1938
- Die Enkelin der zärtlichen Jacqueline, Carl Schünemann, Bremen 1938
- Paula Rondt, 1945
- Das Schaf, das die Lilie fraß, 1947